# Nikolaus Wiese
Nikolaus Wiese (* um 1627 vermutlich in Braunschweig; † 1665) war ein deutscher Stück- und Glockengießer.

## Leben
Nikolaus Wiese war Sohn des seit 1632 in Lübeck tätigen Ratsgießers Anton Wiese. Er wurde um 1627 vermutlich in Braunschweig geboren. 1652 ist er als Geselle seines Vaters nachgewiesen, welcher ihn Ostern 1655 als seinen Nachfolger vorschlug. Der Lübecker Rat genehmigte dies unter der Bedingung, dass Nikolaus Wiese ein Probestück abliefere. Am 26. Februar 1656 wurde ihm nach dem Tod des Vaters die Verfügungsgewalt über das Gießhaus zugesprochen. 1657 wurde er vom Lübecker Rat als Ratsgießer in Eid genommen. In der Zeit von 1656 bis 1658 übernahm er mehrmals Garkupfer von Matthäus Rodde, um Geschütze für die Lübecker Stadtbefestigung herzustellen. Aus dem Jahr 1660 ist seine Klage an die Lübecker Wette überliefert, mit der er gegen die Beschränkung durch ein Beschäftigungsverbot von mehr als drei Gesellen durch das Amt der Rotgießer in der Stadt opponierte. Hintergrund waren laufende Großaufträge über Glocken und Geschütze für Russland, die über Hamburg an den russischen Importhafen Archangelsk zu liefern waren. Der Älteste der Novgorodfahrer Johann von Gohren (vor 1620–vor Juli 1672) hatte 1660 einen Kontrakt über die Lieferung von 300 Geschützen an Zar Alexei I. von Russland geschlossen. Einhundert dieser Geschütze wurden von Nikolaus Wiese gegossen. Weitere Geschütze für diesen Auftrag entstanden bei Hermann Benningk in Hamburg.
Überliefert ist aus diesem Auftrag für Nikolaus Wiese inschriftlich ein Geschütz in Kiew. In Lübeck wurde das Fragment eines seiner Geschütze beim Bau des Elbe-Lübeck-Kanals beim Burgtor gefunden. Eine kleine Kanone aus dem Besitz des österreichischen Erbherzogs Johann von Ohrt ist ebenfalls bekannt und wird ihm zugeschrieben.